# АОСН Росгвардии
Авиационные воинские части и подразделения войск национальной гвардии России — авиационные воинские части и подразделения в составе структуры войск национальной гвардии Российской Федерации.

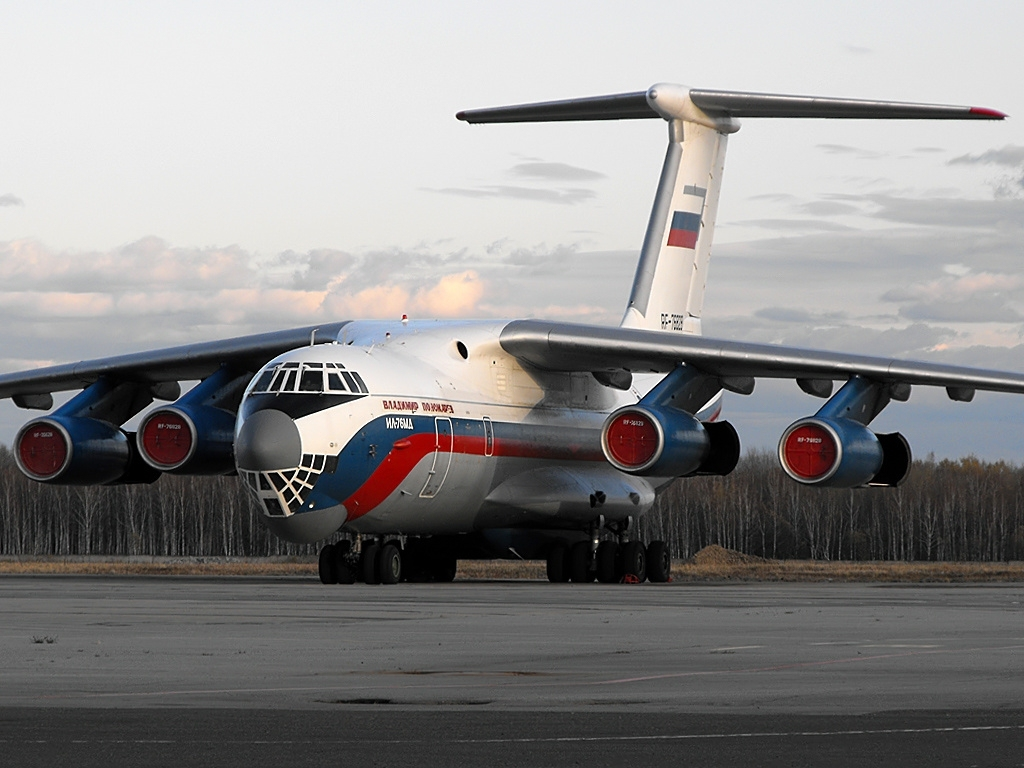
Ил-76 ВНГ РФ

Начальник Главного управления авиации — начальник авиации Федеральной службы войск национальной гвардии Российской Федерации
Александр Иванович Афиногентов

Авиация войск национальной гвардии образовалась в результате слияния авиации внутренних войск МВД России и авиации органов внутренних дел Российской Федерации при создании в 2016 году Федеральной службы войск национальной гвардии Российской Федерации. Свою историю авиация войск отсчитывает со дня формирования в 1978 году первой авиационной воинской части внутренних войск МВД СССР.  В 1978 году авиация внутренних войск МВД СССР создавалась с белого листа. Но строилась она именно как авиация правоохранительной системы.

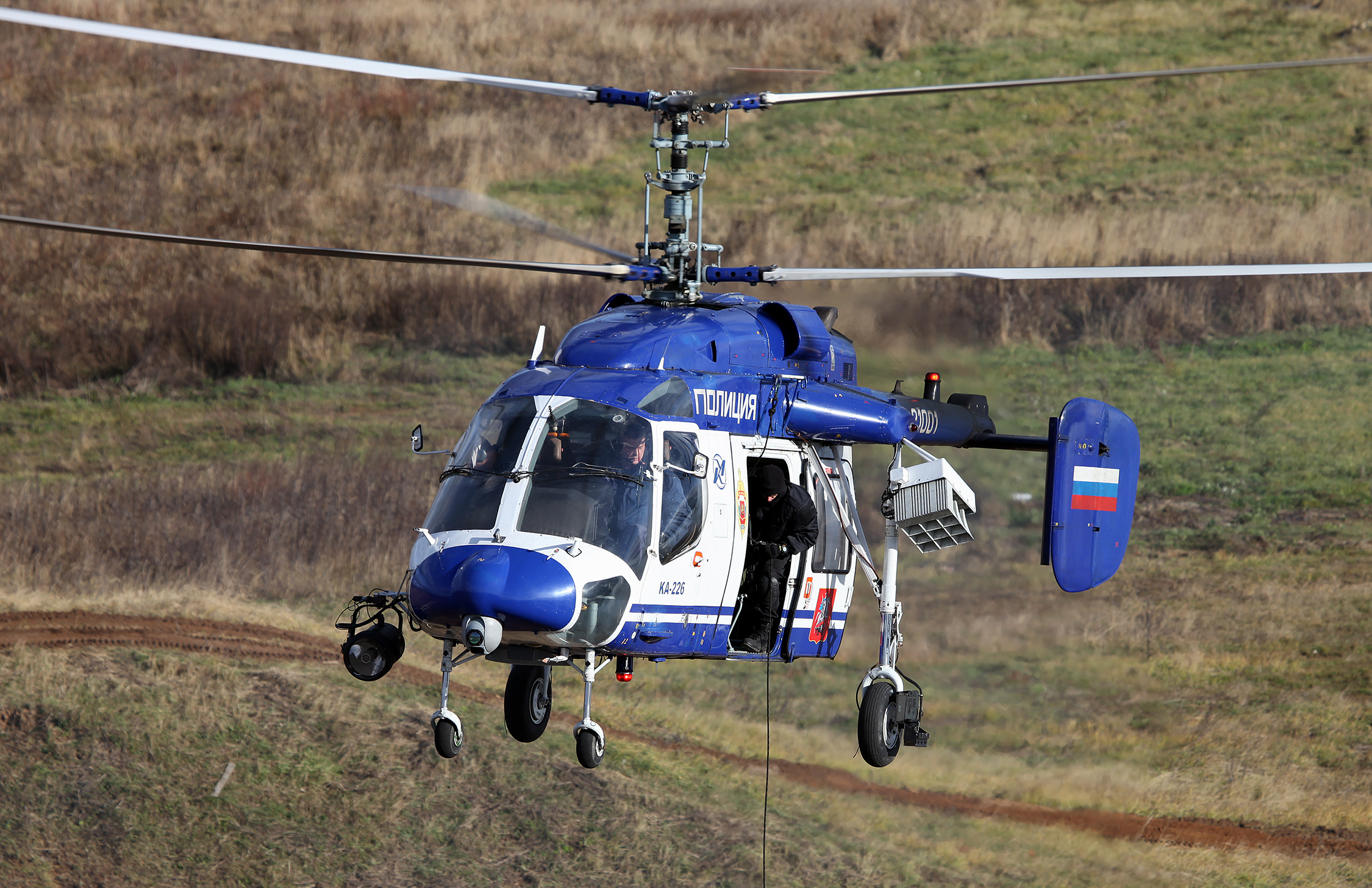
Вертолёт Ка-226 АОСН Росгвардии (снимок сделан в 2013 году, до создания Росгвардии, поэтому на вертолёте надпись Полиция)

Авиационные отряды специального назначения (АОСН) — формирования предназначенные для авиационного обеспечения деятельности подразделений специального назначения при проведении мероприятий, связанных с охраной общественного порядка, борьбой с преступностью, противодействием экстремизму и терроризму.
В настоящее время начата процедура перевода сотрудников АОСН в упрощенном порядке на военную службу, без процедуры повторного прохождения ими квалификационных требований, без аттестации и медицинского освидетельствования и проверки соответствия по уровню образования, квалификации, физподготовки. 1 декабря 2020 года все авиационные отряды переведены на военную службу, выведены из состава территориальных управлений и переданы в состав отдельных авиационных эскадрилий округов войск национальной гвардии Российской Федерации.
28 января 2022 приказом Федеральной службы войск национальной гвардии подразделения авиационных отрядов специального назначения были введены в состав территориальных управлений войск национальной гвардии Российской Федерации.

## История
3 марта 1978 г. было сформировано авиационное управление Главного командования ВВ МВД СССР, весной следующего года в Хабаровске была создана и первая осаэ ВВ МВД, она включала в себя самолет Ан-26 и 15 вертолетов Ми-8. Базировались они не только в Хабаровске, но и в Чите, где разместили отдельно базирующееся авиационное звено от 1 -й осаэ (4 Ми-8).
В 1980 г. в Хабаровске из штатов 1-й осаэ создана 2-я оаэ, которую разместили в Тынде и Нижнеангарске (обаз).
После осуществления мероприятий по обеспечению безопасности проведения Олимпийских игр в Москве в 1980 г. в Реутово (пригород Москвы) на базе дивизии особого назначения им. Ф.Э. Дзержинского было «посажено» звено из трех Ми-8.
В последующем путем «изъятия» самолетов и вертолетов из состава 1-й осаэ и 2-й оаэ в 1981 г. была сформирована сводная 3-я осаэ СН. Ее вертолеты базировались в Реутово (Новая деревня), а самолеты — в Чкаловской. Сюда с 1987 г. начались поставки и Ан-72.
В состав 3-й осаэ СН, кроме указанных выше, входило еще три обаз: в Новосибирске, Свердловске, созданные в 1982 г., и Сыктывкаре (1984 г.). На их вооружении состояли вертолеты Ми-8. Осаэ в Горьком организовали в 1989 г., а в Ростове-на-Дону - в 1991 г.
В 1987 г. 2-я оаэ перебазировалась на аэродром Чита (Черемушки).
Во второй половине 1980-х гг. на вооружение авиации ВВ МВД стали поступать самолеты Ан-72 (5 самолетов, аэродром Чкаловский) и Ил-76 (10 самолетов, Горький, позже переименованный в Нижний Новгород). Одной из причин этого стала необходимость переброски значительных сил ВВ МВД на большие расстояния в связи с ухудшением криминогенной ситуации в стране в целом.
Учитывая трудности с комплектацией авиационной техникой, всего в составе авиации ВВ МВД по состоянию на 1991 г. летало около 25 Ми-8, один Ан-26, пять Ан-72 и десять Ил-76.
Авиация ВВ МВД была самой малочисленной из всех малых авиаций (за исключением авиации ГО). Не было в ее составе и авиационных полков - только отдельные авиационные эскадрильи, которые располагали поблизости от охраняемых объектов особой важности. Принцип базирования этой авиации был схож с пограничной: вертолеты дислоцировались не только на основном аэродроме, но и на других аэродромах и оперативных площадках.
Начальником авиации ВВ МВД с 1978 по 1994 г. был генерал-майор авиации В.М. Пономарев.
Кроме того, во времена СССР имелась своя авиация непосредственно и в составе МВД. Правда, не совсем официальная... С конца 1950-х гг. это ведомство на арендной основе использовало для решения своих задач летательные аппараты и экипажи из состава МГА. Вертолеты (в конце 1980-х — начале 1990-х гг. — Ка-26 и Ми-2) летали, в основном, в интересах ГАИ. На самолетах перевозился руководящий состав МВД и его основных структурных элементов. Но после появления в конце 1970-х гг. собственной авиации ВВ МВД, у руководства советской милиции также появились планы по созданию собственной авиации.
На первом этапе было решено закупить только летательные аппараты, без создания управления авиации МВД, придать их областным и краевым УВД (Хабаровск, Новосибирск, Якутск, Пермь, Кемерово, Москва). Например, 14 сентября 1991 г. создали «Группу вертолетного патрулирования при ГУВД Кемеровской области». Планировалось поставить авиатехнику и в Киев, Ленинград, Алма-Ату, Ростов.

История отрядов(АОСН) начинается с создания авиаотрядов в системе МВД России, на основании приказа министра внутренних дел: О некоторых вопросах организации деятельности авиации органов внутренних дел Российской Федерации. В 2016 году президент России постановил образовать Федеральную службу войск национальной гвардии России, и Указ Президента Российской Федерации от 05.04.2016 г. № 157предусматривал:
4. Включить в структуру Федеральной службы войск национальной гвардии Российской Федерации:

г) Центр специального назначения сил оперативного реагирования и авиации Министерства внутренних дел Российской Федерации и авиационные подразделения Министерства внутренних дел Российской Федерации.
В апреле 2020 года в Ставрополе была создана авиационная эскадрилья специального назначения структурно включающая в себя АОСНы Ставропольского края, Республики Дагестан, Кабардино-Балкарии и Чеченской Республики. Отдельная авиационная эскадрилья специального назначения Северо-Кавказского округа войск национальной гвардии Российской Федерации сформирована под руководством первого заместителя командующего округом генерал-лейтенанта Владимира Майстренко. Сотрудники авиационной эскадрильи в качестве эксперимента были переведены на военную службу. В дальнейшем это коснется остальных авиационных отрядов Росгвардии.

## Задачи
- перевозка личного состава и военной техники
- воздушная разведка
- десантирование личного состава
- патрулирование
- поиск лиц, находящихся в розыске
- пресечение нарушений на автодорогах и авиаподдержка при обеспечении правопорядка на массовых мероприятиях
- переброска сил и средств спецподразделений Росгвардии и подразделений МВД России
- оказание содействия другим правоохранительным органам и формированиям в борьбе с экстремизмом и терроризмом
- оказание содействия федеральным органам исполнительной власти в транспортировке грузов и перевозке личного состава и гражданских лиц

## Вооружение и техника

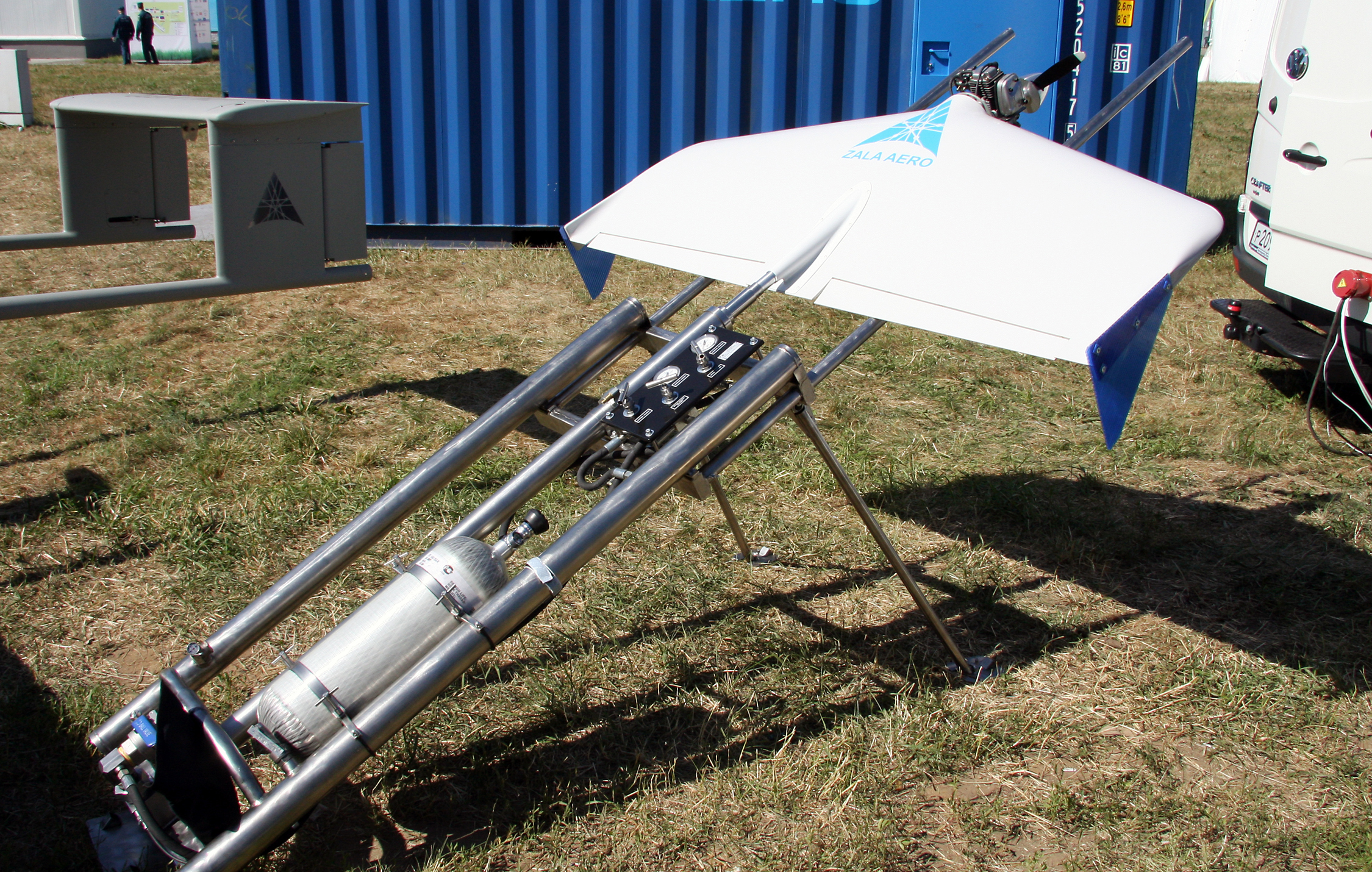
ZALA 421-16

Авиационные части войск национальной гвардии имеют на вооружении самолеты Ил-76, Ан-72, Ан-12, Ан-26; вертолёты Ми-26, Ми-24П, Ми-8 различных модификаций
Авиационные отряды специального назначения имеют на вооружении вертолёты Ми-8 разных модицикаций, Ка-226, Ансат, R-44, AS-355 Ecureuil, самолеты Як-40, SSJ-100, Л-410, комплексы (аэростаты) высотного наблюдения Око-1, Око-60 и беспилотники как вертолётного, так и самолётного типа (ZALA 421-08, ZALA 421-16Е, Гексакоптер ZALA 421-21).

## Состав
- 70-й отдельный смешанный авиационный полк особого назначения ВНГ РФ, в/ч 3694 (Калужская область, п.Ермолино)
- 303-й отдельный смешанный авиационный полк особого назначения ВНГ РФ, в\ч 3553 (Московская обл,аэр. Чкаловский)
- 675-й отдельный смешанный авиационный полк ВНГ РФ, в/ч 3797 (с. Ближнее Борисово, Нижегородская область)
- 685-й отдельный смешанный авиационный полк особого назначения, в/ч 3686 (г. Ростов-на-Дону)
- 142-й отдельный смешанный авиационный полк, в/ч 5592 (г. Моздок)
- 1-я отдельная авиационная эскадрилья ВНГ РФ, в/ч 3524 (г. Хабаровск)
- 2-я отдельная авиационная эскадрилья ВНГ РФ, в/ч 3543 (г. Чита)
- 6-я отдельная авиационная эскадрилья специального назначения ВНГ РФ, в/ч 3692 (г. Краснодар)
- 7-я отдельная авиационная эскадрилья ВНГ РФ, в/ч 3693 (Пушкин)
- 8-я отдельная авиационная эскадрилья ВНГ РФ, в/ч 3731 (Саратовская обл., г. Энгельс)
- 9-я отдельная авиационная эскадрилья ВНГ РФ, в/ч 3732 (г. Екатеринбург)
- 10-я отдельная авиационная эскадрилья ВНГ РФ, в/ч 3733 (г. Новосибирск)
- 11-я отдельная смешанная авиационная эскадрилья специального назначения ВНГ РФ, в/ч 3734 (г. Воронеж)

15-я ОАЭСН СКО ВНГ, г. Ставрополь 
- АОСН по Ставропольскому краю, г. Ставрополь
- АОСН по Республике Дагестан, г. Махачкала
- АОСН по Кабардино-Балкарской Республике, г. Нальчик
- АОСН по Чеченской Республике, г. Грозный

АОСН «Ястреб» ЦСН СР
АОСН по Мурманской области, г. Мурманск
АОСН по г. Санкт-Петербургу и Ленинградской области, г. С-Петербург
АОСН по г. Москве, г. Москва
АОСН по Московской области, г. Котельники
АОСН по Московской области, г. Байконур(Республика Казахстан)
АОСН по Калининградской области, г. Калининград
АОСН по Воронежской области, г. Воронеж
АОСН по Республике Крым, г. Симферополь
АОСН по Краснодарскому краю, г. Краснодар
АОСН по Республике Адыгея, г. Майкоп
АОСН по Республике Ингушетия, г. Магас
АОСН по Ростовской области, г. Ростов-на-Дону
АОСН по Карачаево-Черкесской Республике, г. Черкесск
АОСН по Республике Северная Осетия-Алания, г. Владикавказ
АОСН по Нижегородской области, г. Н.Новгород
АОСН по Астраханской области, г. Астрахань
АОСН по Самарской области, г. Самара
АОСН по Республике Татарстан, г. Казань
АОСН по Пермскому краю, г. Пермь
АОСН по Республике Башкортостан, г. Уфа
АОСН по Свердловской области, г. Екатеринбург
АОСН по Челябинской области, г. Челябинск
АОСН по Тюменской области, г. Тюмень
АОСН по Омской области, г. Омск
АОСН по Новосибирской области, г. Новосибирск
АОСН по Кемеровской области, г. Кемерово
АОСН по Алтайскому краю, г. Барнаул
АОСН по Красноярскому краю, г. Красноярск
АОСН по Республике Хакасия, г. Абакан
АОСН по Республике Тыва, г. Кызыл
АОСН по Республике Саха (Якутия), г. Якутск
АОСН по Забайкальскому краю, г. Чита
АОСН по Амурской области, г. Благовещенск
АОСН по Хабаровскому краю, г. Хабаровск
АОСН по Приморскому краю, г. Владивосток
АОСН по Камчатскому краю, г. Петропавловск-Камчатский
АОСН по Чукотскому автономному округу, г. Анадырь
АОСН по Сахалинской области, г. Южно-Сахалинск